# 오똑이
오똑이(1984년 6월 1일~)는 대한민국의 은퇴한 축구 선수이다. 현역시절 러시아, 싱가포르 등과 같은 여러 나라의 구단들에서 뛰었었다.

## 구단 경력
내셔널리그의 울산 현대미포조선 돌고래와 러시아의 FC 시비르 노보시비르스크에서 뛰던 그는 2008년에 슈퍼 레즈 FC에 입단했으며, 2009년에는 브루나이 DPMM FC로 이적하게 되었다.